# عبد الحميد الماص
عبد الحميد الماص (الاسم الحقيقي: عبد الحميد علي، ولد 1944) هو كاتب ومعلم روحي أمريكي، يكتب ويعلّم نهجاً للتطور الروحي مستنداً إلى علم النفس الحديث والعلاج النفسي، ويسمي هذا النهج المنهج الماصي (Diamond Approach). كلمة "الماص" تعني "الماس" في اللغة العربية، مثلما تنطق بالعربية الأصل لـ الماص من الكويت، وهو الرأس الروحي لمدرسة "الرِضوان".
كانت كتب الماص تنشر أصلاً عن طريق مدرسة الرضوان تحت اسم دار نشر "الكتب الماسية"، لكنها تُنشر حالياً عبر دار نشر شامبهالا ‏.

## الحياة
وُلد عبد الحميد علي في الكويت عام 1944. أصيب بشلل الأطفال وهو في عمر 18 شهراً، ولذلك يستخدم عكازاً للمشي. في عمر 18 عاماً، انتقل إلى الولايات المتحدة للدراسة في جامعة كاليفورنيا في بيركيلي. كان يدرس الدكتوراه في الفيزياء عندما وصل إلى نقطة تحول في حياته دفعته إلى البحث بشكل أعمق في الجوانب النفسية والروحية للطبيعة البشرية. أدى اهتمامه بحقيقة الطبيعة الإنسانية والحقيقة الجوهرية للواقع إلى ابتكار وتطوير "المنهج الماسي".[بحاجة لمصدر]

## المنهج الماسي

### الممارسة الروحية كظاهرة للوجود
يصف الماص المنهج الماسي بأنه
{{اقتباس فقرة|استجابة لحاجة ملحة يشعر بها الكثيرون، وهي الحاجة إلى علم نفس مطّلع على الروحانية، أو بالمقابل، إلى روحانية قائمة على علم نفس. هذا المنظور لا يفصل بين التجربة النفسية والروحية، لذا لا يرى ثنائية بين علم النفس العميق والعمل الروحي... هذه المعرفة ليست مجرد دمج أو تركيب بين علم النفس العميق الحديث والفهم الروحي التقليدي. الميل إلى التفكير بالدمج نابع من الاعتقاد السائد بوجود ثنائية بين مجالَي علم النفس والروحانية، وهي الثنائية التي لا يشارك فيها فهم العقل الماسي.

### الأفكار الرئيسية

#### هيكل الواقع
في المنهج الماسي، يُنظر إلى الواقع على أنه يتكون من ثلاثة عناصر: الله/الوجود/الروح، النفس/الذات، والعالم/الكون.
الوجود هو المصدر الداخلي والطبيعة الحقيقية للواقع، وهو محور التقاليد الروحية الكبرى في الشرق والغرب، ويُعرف بأسماء مثل Dharmakaya، سونياتا، براهمان أو تاو (ثقافة). ويتكون الوجود من خمسة "أبعاد بلا حدود" تنشأ معاً: الحب الإلهي، الحضور النقي، الوعي اللامفاهيمي، اللوغوس، والمطلق.
النفس هي الوعي الفردي الذي يربط العالم بالوجود، وهو مفهوم موجود في الفلسفة الصينية القديمة. ويُعتقد في المنهج الماسي أن النفس يمكن أن تُختبر كحضور حي يحتوي على الأفكار والمشاعر والأحاسيس التي نسميها عادة "الذات".
العالم هو تجلّي الواقع الخارجي، وهو مجموع الأشكال الفيزيائية التي يعرفها الناس جميعاً.

#### الجوهر والجوانب الجوهرية
بينما ترى معظم الطرق الروحية الوجود ككوني وعام، يعطي المنهج الماصي أهمية كبيرة للطريقة الفردية التي يمكن بها تجربة الوجود، ويُسمى ذلك الجوهر. مفهوم الجوهر مشابه لفكرة أتمن الهندوسية. في حين أن الوجود هو الطبيعة الحقيقية لكل الواقع، فإن الجوهر هو الجزء الذي يشكل الطبيعة الحقيقية والشخصية للنفس. ويُختبر الجوهر كحضور سائل ذي وجود يمكن أن يتفرع إلى صفات مختلفة مثل الرحمة، القوة، الإرادة، الفرح، السلام، الحب، القيمة، الإنسانية، الشخصية، الهوية، والمساحة.

#### نظرية الفجوات
مع تطور النفس تواجه تحدياً مزدوجاً: تعلم التكيف مع العالم، مع البقاء متصلاً بالروح. بسبب عوامل فطرية وبيئية، تنفصل النفس تدريجياً عن جوهرها عبر تطوير أنماط سلوكية وإدراكية ثابتة تُعرف بالشخصية أو الأنا. كل نمط من هذه الأنماط يحتوي على "فجوة" مرتبطة بجانب جوهري مفقود. بالتحقيق في بنية هذه الفجوة والتجربة، يتم مواجهة الفجوة واستعادة الجانب المفقود.

### المنهجية
يستخدم المنهج الماص طرقاً تعلمها مؤسسه من Claudio Naranjo. كان نارانخو تلميذاً لـ Oscar Ichazo، ونقل بعض تعاليمه إلى الغرب حيث تعرف عليه Almaas. الخلفية العلمية لـ Almaas تفسر التركيز على الاستقصاء الدقيق للنفس.

#### الحضور
ممارسة "الحضور" مبنية على طريقتين، هما التعلم المستمر لإحساس الجسد (وخاصة الأطراف) والتركيز الدوري على نقطة في البطن تُسمى "مركز كاث" (في الفلسفة الصينية: dantian، وفي الثقافة اليابانية: هارا). تساعد هذه الطرق على تأصيل الشخص في جسده وفي الواقع المادي، وفي الوقت المناسب على تجربة النفس كحضور للجوهر.[بحاجة لمصدر]

#### الاستقصاء
يركز المنهج الماص على ممارسة التحقيق في الذات، والتجربة، والإدراك. "الاستقصاء" يجيب على سؤال سقراط: "كيف يمكن للمرء أن يجعل ذاته موضوع تحقيقه، الشيء الذي لا يعرف عنه شيئاً؟" (أفلاطون, Apology of Socrates 23b, 29b). يبدأ المرء بالرغبة في معرفة الحقيقة، مع الاعتراف بالمعتقدات المسبقة والتوقعات تجاه ما قد يتعلمه، مع الانتباه إلى التجربة الحالية والفورية. يجمع الاستقصاء فعلياً (كممارسة وصفية فقط) بين تقنية "التعليق الظاهراتي" لإدموند هوسرل وبين الاستكشاف الديناميكي النفسي لسيغموند فرويد. ميزة مهمة هي تعلم الوعي بمحتوى التجربة (مشاعر، أفكار، أحاسيس) ومواقفنا تجاهها، مما يتجاوز ثنائية الذات والموضوع ويتعلم الشخص أن يتعامل مع ذاته دون انقسامات داخلية. الاستقصاء المفتوح هو مسار وحالة الشخص المحقق، ويمثل في النهاية كشفاً لسر الوجود.

## النقد
تم انتقاد رسوم الورش والطرق التي تستخدمها المدرسة ضمن هيكلتها. لكن مؤسس المدرسة والمرشد الروحي، عبد الحميد علي، يؤكد في بيركيلي وبولدر أن المنهج الماسي هو طريق واحد فقط نحو الحقيقة ولا يدعي الشمولية. ويُشجع الطلاب على التشكيك في ممارسات المدرسة والتأكد من ملاءمتها لهم.
حصل عمل الماص على تقدير من معلمين وروحيين مثل John Welwood، غابور ماتي، Jack Kornfield، وكين ويلبر. ويلبر، مع دعمه الحذر للمنهج، يعترض على بعض التفاصيل، مثل فكرة أن الرضع لديهم تجارب جوهرية، ويرى أنهم يعيشون في عالم مادي بحت. رد الماص بأن هذا نقد قائم على تفسير خطي نمطي لتطور الروح، وأن الرضع يختبرون نوعاً من الطبيعة الحقيقية لكنه مختلف عن تجارب البالغين المحققين.

## مدرسة الرضوان
مدرسة الرضوان هي تجمع فضفاض من مجموعات روحية مستمرة تأسست عام 1976 على يد الماص، مكرسة لتعليم المنهج الماسي. وتقع أساساً في بيركيلي (كاليفورنيا) وبولدر (كولورادو)، مع مجموعات في أمريكا الشمالية وأجزاء من أوروبا وأستراليا. الماص  هو الرأس الروحي للمدرسة، وتُدرّس المجموعات من قبل معلمين مؤهلين. اسم المدرسة مشتق من الكلمة العربية "الرضوان" التي تعني "الرضا":
الرِضوان هو نوع من الرضا ينشأ عندما تتحرر. تصبح شخصيتك راضية عندما تكون حراً. تصبح شخصيتك نفسها حرة من معاناتها وصراعها.
ترفض المدرسة "الحلول السريعة" والتخرج، ويظل الطلاب منخرطين في التعلم والعمل الداخلي لفترة غير محددة. رغم أن البعض قد يعتبر "العمل الداخلي" نوعاً من العلاج النفسي، يوضح الماص فروقاً هامة بين العلاج والعمل الروحي.

## المنشورات
- إكسير التنوير. ريد ويل ويزر. 1984. ISBN:978-0-87728-613-4.
- الجوهر: المنهج الماص  للتحقق الداخلي. ريد ويل ويزر. 1986. ISBN:0-87728-627-2.
- الجوهر مع إكسير التنوير: المنهج الماسي للتحقق الداخلي. Weiser Books. 1998. ISBN:1-57863-044-4.
- وجوه الوحدة: إنياغرام الأفكار المقدسة. منشورات شامبالا[الإنجليزية]. 2000. ISBN:978-0-936713-14-4.
- رحلة الليل المضيئة: مقتطف سيرة ذاتية. Shambhala Publications. 2000. ISBN:978-0-936713-08-3.
- الرحلة الداخلية إلى الوطن: تحقيق النفس لوحدة الواقع. Shambhala Publications. 2004. ISBN:978-1-59030-109-8.
- قوة الإروس الإلهي. Shambhala Publications. 2013. ISBN:978-1-61180-083-8. شارك في التأليف مع كارين جونسون.
- التحقق الهارب. Shambhala Publications. 2014. ISBN:978-1611802023.
- كيمياء الحرية. Shambhala Publications. 2017. ISBN:978-1611804461.
- مفاتيح الإنياغرام: كيفية فتح أعلى إمكانات كل نوع شخصية. Shambhala Publications. 2021. ISBN:978-1611809435. مقدمة بقلم روس هدسون.

سلسلة رحلة الحب الروحي
- الحب المكشوف: اكتشاف جوهر القلب المستيقظ. Shambhala Publications. 2020. ISBN:978-1611808391. مقدمة بقلم رام داس.

سلسلة العقل الماسي
- الفراغ: الفسحة الداخلية وبنية الأنا (ط. 2nd). Shambhala Publications. 2000. ISBN:978-0-936713-06-9.
- اللؤلؤة التي لا تُقدّر بثمن. Shambhala Publications. 2000. ISBN:978-0-936713-02-1.
- نقطة الوجود. Shambhala Publications. 2000. ISBN:978-0-936713-09-0.

سلسلة القلب الماسي
- القلب الماسي الجزء الأول: عناصر الواقع في الإنسان. Shambhala Publications. 2000. ISBN:978-0-936713-01-4.
- القلب الماسي الجزء الثاني: حرية الكينونة. Shambhala Publications. 2000. ISBN:978-0-936713-04-5.
- {{استشهاد بكتاب|title=القلب الماسي الجزء الثالث: الكينونة ومعنى الحياة |year=2000 |publisher=Shambhala Publications |isbn=978-0-936713-05-2 |url=https://archive.org/details/beingmeaningofli0000alma |url